# Portal La Dalia
El Portal La Dalia (también conocido como Portal del Norte) es un edificio emblemático ubicado frente a la Plaza Libertad, en el centro histórico de San Salvador, El Salvador. Construido originalmente en 1885, destaca por su importancia arquitectónica, histórica y cultural.

## Historia
El edificio fue construido en 1885 como almacén de novedades bajo la denominación “La Dalia”, propiedad de Salvador Rodríguez, Roger & Cía se destacó por su estilo europeo en una floreciente capital. 
En 1915–1917, tras un incendio que afectó la estructura original, fue reconstruido con técnicas de concreto armado bajo la dirección de la firma italiana A&A Farracutti, convirtiéndose en uno de los primeros edificios en El Salvador en contar con elevador eléctrico.

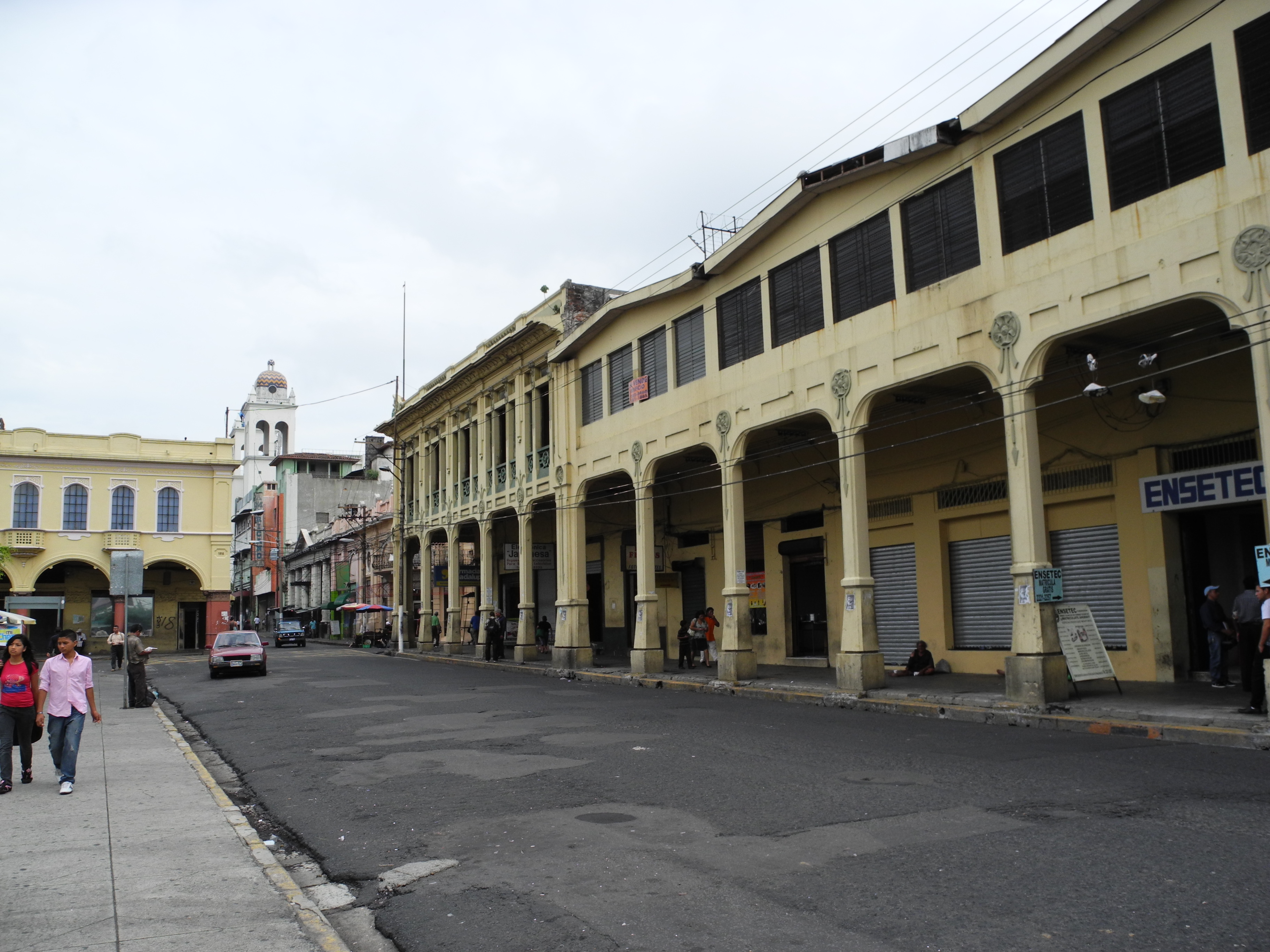
Portal La Dalia

Posteriormente en los años 60 pasa a ser el Club de Prensa del equipo Atlético Marte, manteniendo siempre los juegos de azar y de mesa. En 1937, Carlos Barrios, conocido como "El Playo" decide comprar el negocio al señor Daura e inaugura el Club La Dalia, ahora conocido como billar y bar, consolidándose como el más antiguo de San Salvador. Con el paso de las décadas se transformó en un espacio cultural, con eventos musicales, exposiciones y ambiente icónico de encuentro social. En 2009 Carlos Barrios falleció y el club estuvo cerrado durante dos años. A partir del 2011, el club contaría con una nueva administración a cargo de Don José Luis Villeda, hasta su fallecimiento. En 2019 toma las riendas del negocio la hija de Carlos Barrios, Carla Barrios.
En octubre de 2023, el Ministerio de Obras Públicas lideró la restauración de la fachada, devolviéndole su color original (amarillo y crema), tras un estudio cromático del Ministerio de Cultura. Forma parte del conjunto patrimonial de la Plaza Libertad, junto a los portales de Occidente y Sagrera, configurando un “salón urbano” central de convivencia en la capital.

## Arquitectura y función original
De estilo europeo con influencias de art nouveau, el portal renovó el paisaje urbano de la Plaza Libertad, un conjunto de estructuras techadas que servían de transición entre plaza y comercio, alineadas con modelos de plaza mayor ibérica. Tenía locales comerciales en la planta baja (sastrerías, almacenes, salones de belleza y abarroterías) y en la segunda planta albergó inicialmente la sede del Centro Español de El Salvador, fundado en 1891. 
Como infraestructura histórica pre-1900, reconstruida con elementos modernos para su tiempo, el Portal La Dalia representa la transición y modernización urbana de San Salvador durante finales del siglo XIX y principios del XX. En sus años de apogeo recibió a importantes personajes como Pedro Infante, Luis Aguilar y Lucha Villa, Aniceto Porsisoca, Alfredo Espino, Claudia Lars, Salarrué, Hugo Lindo, Carlos Caña, embajadores o diplomáticos.